# Сонджінський сталеливарний завод
40°40′15.7″ пн. ш. 129°10′37.0″ сх. д. / 40.671028° пн. ш. 129.176944° сх. д.
Сонджінський сталеливарний завод (кор. 성진제강연합기업소) — підпримство чорної металургії у місті Кімчхек (колишня назва — Сонджін) у КНДР. Заснований у 1930-х роках японською компанією під час колоніального правління Японії у Кореї.

## Історія
Будівництво заводу було розпочате 1934 року, першу продукцію завод дав 1938 року. Сировинною базою для нього стали поклади залізної руди Мусанського родовища. Вироблена сталь використовувалася для японської воєної промисловсті.
Після війни у Кореї і утворення КНДР був реконструйований за допомоги СРСР. У другій половині 1960-х років продуктивність заводу становила 50 тис. т. сталі, 120 тис. т прокату і 2 тис. т феросплавів на рік.
У 1970-х роках завод виробляв швидкорі́зальну, інструментальну, ресорну, трансформаторну, підшипникову і інші спеціальні марки сталі для машинобудування. На заводі були створені цехи сортового і середньолистового прокату, волочильний цех і низка допоміжних цехів. 1973 року було завершено реконструкцію цеха нержавіючої сталі.

## Сучасний стан
На заводі працюють 25000 робітників. Вогнетриви завод одержує від розташованого у Кімчхеку Сонджінського заводу вогнетривів.